# Varig Nordeste
A Varig Nordeste era a marca da Nordeste Linhas Aéreas S.A., companhia aérea brasileira atualmente extinta e antiga subsidiaria da Varig, também extinta.
Devido ao fato de não poder operar voos com a própria marca, que foi cedida juntamente a unidade produtiva que hoje está sob o domínio da VRG Linhas Aéreas S.A., a Fundação Ruben Berta criou a Flex Linhas Aéreas S.A., que chegou a operar voos regulares comissionados pela Gol Transportes Aéreos S.A. mas atualmente, encontra-se temporariamente desativada.

## História

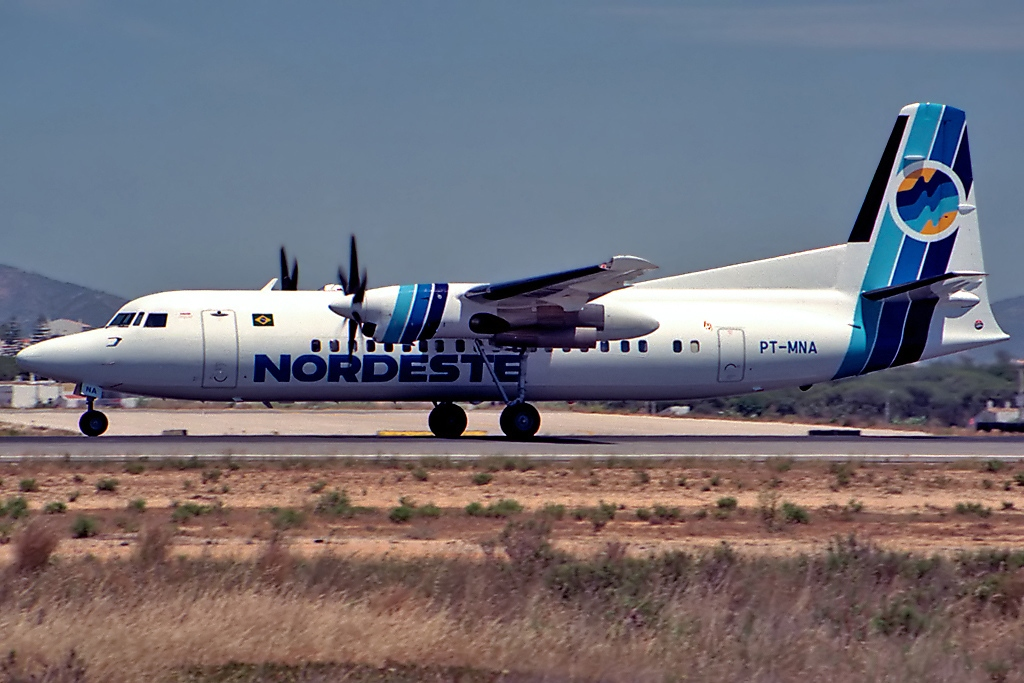
Fokker 50 da Varig Nordeste.

Em 1975, o Governo Federal criou o SITAR, com o objetivo de aumentar o número de cidades do interior servidas por voos regulares. Cinco regiões foram delimitadas, ficando cada uma delas reservada para a exploração comercial por uma empresa regional. À Nordeste Linhas Aéreas S.A. coube unir a região aos estados do Minas Gerais e Nordeste. A companhia foi criada em sociedade do Governo da Bahia, Transbrasil S.A. e VOTEC. Entrou os anos 80 colecionando acidentes aéreos com seus Embraer 110 Bandeirante e problemas entre os sócios, até ser adquirida pelo Grupo Coelho (da família do ex-governador de Pernambuco Nilo Coelho). Em 1991 a companhia foi pioneira do uso do Fokker 50 no Brasil ao arrendar a aeronave com o registro PH-JXK. Em 1992 adquiriu um Embraer EMB 120 melhorando seus serviços e com a intenção de operar apenas com esse tipo de avião.
Em 1995 o sucesso chegou quando a Rio-Sul adquiriu o controle da Nordeste dando a empresa uma nova identidade corporativa, e adicionando a frota aeronaves de tipo Boeing 737-500, Fokker 50 e Embraer 120, através de um plano de retirada imediata dos Embraer 110 Bandeirante remanescentes. Até 2002 experimentou apenas crescimento e sucesso chegando a operar quase 8 Boeing 737, das séries 500 e 300.
Posteriormente a empresa foi completamente cedida à VARIG S.A., bem como rotas e funcionários, porém o nome ainda era visto nas fuselagens pelo Brasil afora.
Com a Recuperação Judicial da controladora VARIG S.A. e de suas subsidiárias, estabeleceu-se judicialmente que razão social da Nordeste Linhas Aéreas S.A., fosse utilizada para a retomada das operações da extinta VARIG S.A., porém sem poder utilizar a marca da mesma e com o afastamento da Fundação Ruben Berta do controle da empresa. No ano de 2009 a Fundação Ruben Berta, contemporaneamente ao fim da Recuperação Judicial da VARIG S.A., retomou judicilamente o controle da Flex Linhas Aéreas S.A., atual denominação social da extinta Nordeste Linhas Aéreas S.A.

## Frota

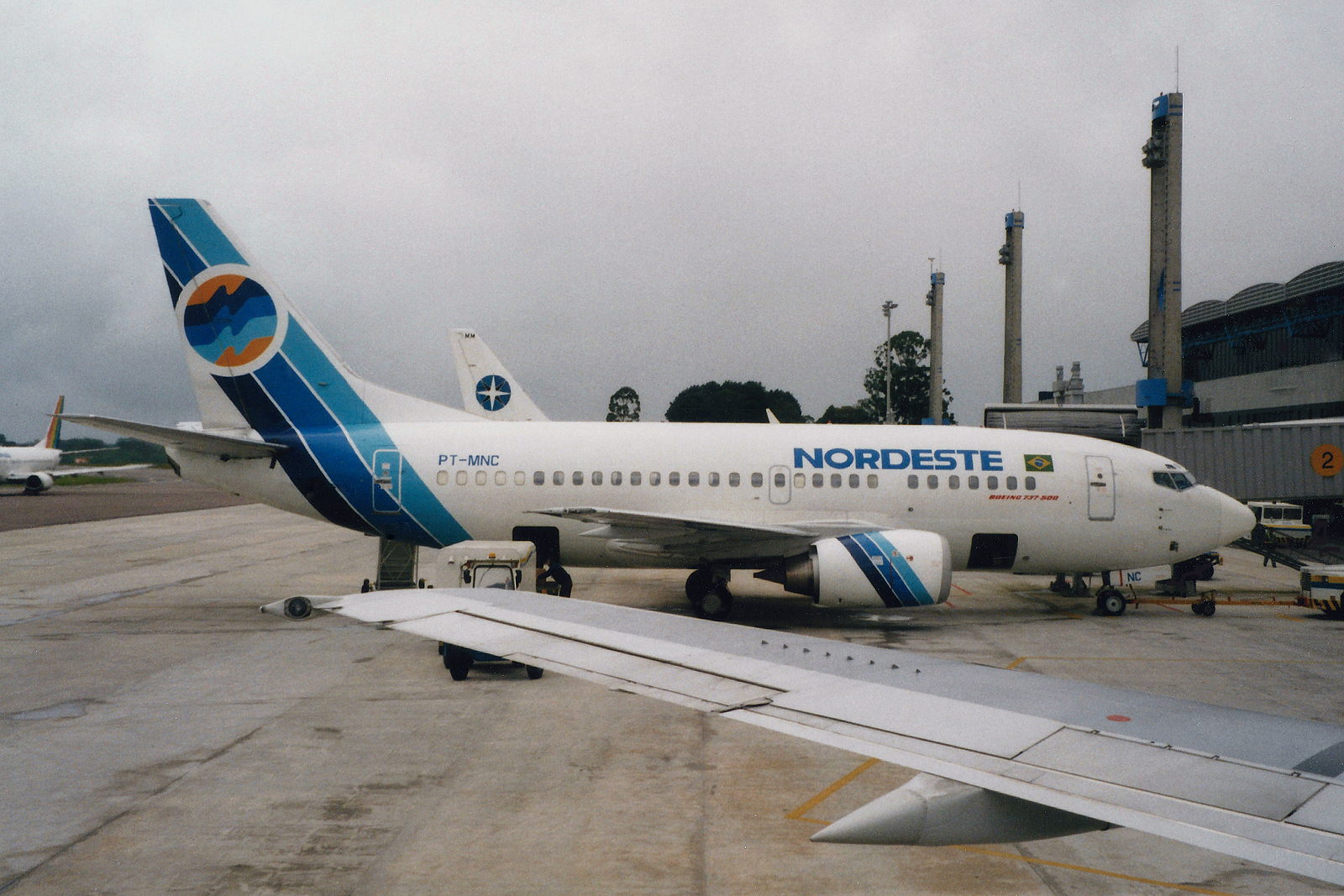
Boeing 737-500 da Varig Nordeste.

| Aeronave        | Quantidade | Período de uso |
| --------------- | ---------- | -------------- |
| Boeing 737-300  | 3          | 2001-2005      |
| Boeing 737-500  | 4          | 1995-2005      |
| Embraer EMB-110 | 13         | 1984-1995      |
| Embraer EMB-120 | 6          | 1992-2001      |
| Embraer ERJ-145 | 3          | 2000-2002      |
| Fokker 50       | 6          | 1992-2001      |
| Total           | 35         |                |